# ديفيد بانكس (مستكشف)
ديفيد بانكس (بالإنجليزية: David Banks)‏ هو مستكشف بريطاني، ولد في 24 سبتمبر 1951 في كينغستون أبون هال في المملكة المتحدة.

## وصلات خارجية
- دايفيد بانكس على موقع IMDb (الإنجليزية)
- دايفيد بانكس على موقع ميوزك برينز (الإنجليزية)
- دايفيد بانكس على موقع قاعدة بيانات الفيلم (الإنجليزية)